# Tête blanche et rose
Pour les articles homonymes, voir Tête blanche et Tête rose.
Tête blanche et rose est un tableau peint par Henri Matisse en 1914. Cette huile sur toile est un portrait de femme cubiste. Il s'agit en l'occurrence de sa fille Marguerite. Le tableau est conservé au musée national d'Art moderne, à Paris.

## Expositions
- Le Cubisme, Centre national d'art et de culture Georges-Pompidou, Paris, 2018-2019.